# 加速子
加速子一種假想的亞原子粒子，是首先在西雅圖華盛頓大學假設的一般認為它的相互作用比中微子還弱。 雖然目前在實驗中沒有直接觀察到這種粒子的存在，但它很有可能是暗能量的組成，並且影響著宇宙的膨脹。